# Gerhard Mevissen

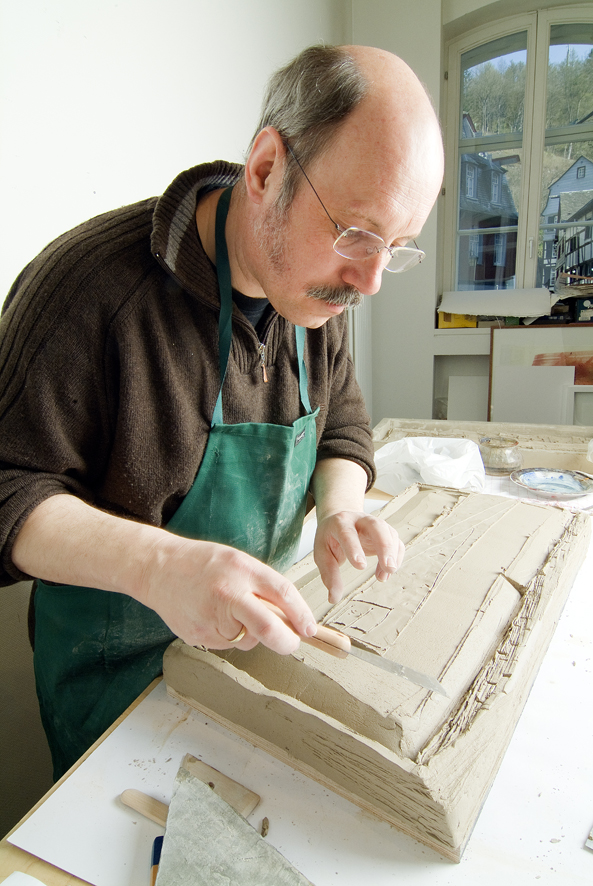
Mevissen bei der Arbeit (2008)

Gerhard Mevissen (* 27. August 1956 in Heinsberg) ist ein deutscher Künstler aus Monschau. Sein künstlerisches Schaffen drückt sich hauptsächlich in abstrakter Aquarellmalerei, in den letzten Schaffensjahren aber auch in der Herstellung von Betonreliefs aus.

## Werdegang
Nach seinem Abitur am Albert-Magnus-Gymnasium in Viersen und  einem Theologiestudium in Bonn und sozialpädagogischer sowie kunstterapeuthischer Ausbildung setzte Mevissen sich seit 1976 intensiv mit Zeichnung und Aquarellmalerei auseinander. In den Jahren 1978/79 entstanden bei einem sechsmonatigen Aufenthalt in Madrid Zeichenstudien, die seine Auseinandersetzung mit der Kunst weiter intensivieren. Im Jahr 1999 machte er sich selbstständig und wurde freischaffender Künstler.

## Lichtung Stillefeld

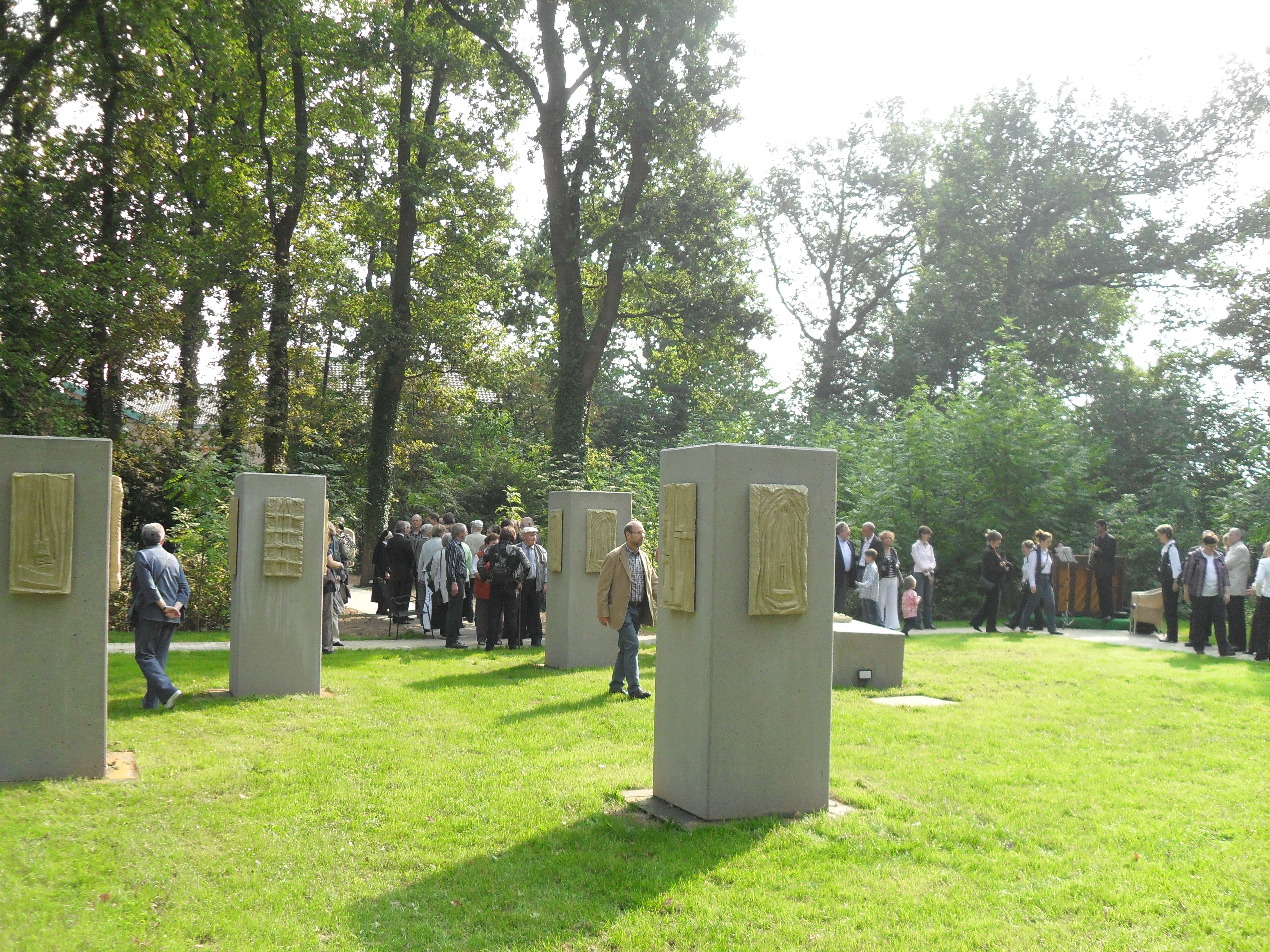
Eröffnung der Lichtung Stillefeld im September 2009

Die Lichtung Stillefeld ist ein Park aus Betonreliefpfeilern. Der Park entstand auf einer bereits durch den Sturm geschlagenen Waldlichtung eines alten Eichenbestandes. Angelegt als quadratisches Feld von 20 m × 20 m wird es durch eine Rasenfläche von 16 m × 16 m im Quadrat gebildet, die von einem zwei Meter breiten Wegesystem umschlossen ist. Auf der Rasenfläche sind 8 Betonstelen (im Maß 80 cm × 80 cm × 215 cm) aufgestellt: sieben stehende und eine liegende. Zu allen vier Seiten der Stelen sind Reliefbilder aus lehmfarbenen Beton angebracht, die in einer abstrakten Bildsprache Stille thematisieren sollen. Es werden acht verschiedene Bildzeichen verwendet, die jeweils vierfach gegossen wurden. Die Intention des Künstlers war es, einen Ort zu schaffen, der öffentlich zugänglich ist und einen Rückzugsort aus dem hektischen Alltag darstellt.

## Ausstellungen
- 2009 Lichtung Stillefeld
- 2002 Bildraum Blindgänge, Installation im Lehmbruck-Museum, Duisburg